# Johan Nordlund
Johan "Joppe" Nordlund, né le 2 août 1979 à Hanko, est un coureur cycliste finlandais. 

## Biographie
En juin 2018, il est sacré champion de Finlande du contre-la-montre, à près de 39 ans.

## Palmarès et résultats

### Par année
- 2018
  -  Champion de Finlande du contre-la-montre
- 2021
  - 2e du championnat de Finlande du contre-la-montre par équipes
- 2025
  -  Champion de Finlande sur route élites[3]
  -  Champion de Finlande sur route masters[3]
  -  Champion de Finlande du contre-la-montre masters

### Classements mondiaux
| Année           | 2016   | 2017   | 2018 |
| --------------- | ------ | ------ | ---- |
| UCI Europe Tour | 1 873e | 1 205e | 768e |